# Vendas Novas (freguesia)
A Freguesia de Vendas Novas é uma freguesia portuguesa do Município de Vendas Novas, na região do Alentejo, com 152,87 km² de área e 10625 habitantes (censo de 2021), tendo, por isso, uma densidade populacional de 69,5 hab./km².

## Demografia
A população registada nos censos foi:
| Ano  | 0-14 Anos | 15-24 Anos | 25-64 Anos | > 65 Anos |
| 2001 | 1423      | 1317       | 5894       | 2218      |
| 2011 | 1587      | 993        | 5740       | 2803      |
| 2021 | 1296      | 1094       | 5108       | 3127      |

Nota: Nos anos de 1911 a 1930 tinha anexadas as freguesias de Santo Aleixo e Safira. Pelo decreto-lei nº 27 424, de 31/12/1936, estas freguesias foram extintas e incorporadas nesta freguesia. Figuram, no entanto, no censo de 1940 como freguesias autónomas. Por decreto de 10/02/1912 a aldeia de Vendas Novas foi elevada à categoria de vila. Pela Lei  nº  412, de 10/09/1915, foram anexadas a esta freguesia várias herdades que pertenciam à de Cabrela.

## Localidades
- Vendas Novas
- Bairro Marconi
- Bombel
- Foros de Afeiteira
- Piçarras
- Monte da Chaminé
- Alto da Chaminé
- Monte Branco

## Património
- Monte Velho do Outeiro de Santo António

## Política
| Órgão                   | PS | PCP-PEV | PSD |
| Assembleia de Freguesia | 6  | 6       | 1   |

Evolução da votação
| Ano  | CDU APU de 1979 a 1985 FEPU em 1976 | PS     | PSD    | AD (1979-1983 |
| 2013 | 40,24%                              | 41,38% | 12,31% |               |
| 2009 | 51,74%                              | 28,54% | 16,39% |               |
| 2005 | 44,74%                              | 31,98% | 19,03% |               |
| 2001 | 51,86%                              | 21,22% | 22,77% |               |
| 1997 | 49,25%                              | 31,25% | 15,40% |               |
| 1993 | 50,68%                              | 26,91% | 18,88% |               |
| 1989 | 52,10%                              | 19,38% | 25,13% |               |
| 1985 | 53,34%                              | 43,62% |        |               |
| 1982 | 51,39%                              | 17,35% |        | 28,99%        |
| 1979 | 53,82%                              | 15,04% |        | 29,50%        |
| 1976 | 51,56%                              | 48,44% |        |               |